# Liste d'élections en 1877
Chronologie des élections
- 1873
- 1874
- 1875
- 1876
- 1877
- 1878
- 1879
- 1880
- 1881

Cet article recense les élections organisées durant l'année 1877.

## Élections nationales en 1877
| Date                    | État           | Élection ou référendum                    | Contexte | Résultat |
| ----------------------- | -------------- | ----------------------------------------- | --- | --- |
| 5 juin 1876 - mars 1877 | États-Unis     | Législatives (chambre (en) et sénat (en)) | | Cette section est vide, insuffisamment détaillée ou incomplète. Votre aide est la bienvenue ! Comment faire ? |
| 10 janvier              | Allemagne      | Législatives                              | | Cette section est vide, insuffisamment détaillée ou incomplète. Votre aide est la bienvenue ! Comment faire ? |
| 20 février              | Serbie         | Législatives (en)                         | | Cette section est vide, insuffisamment détaillée ou incomplète. Votre aide est la bienvenue ! Comment faire ? |
| 25 mars - 9 avril       | Mexique        | Présidentielle (en)                       | Renversement du président Lerdo de Tejada.Plusieurs personnes ont successivement assuré l'interim jusque l'investiture d'un président élu[réf. nécessaire]. | Porfirio Díaz, seul candidat, a été élu[réf. nécessaire].                                                     |
| 29 mars                 | Empire ottoman | Générales (en)                            | | Cette section est vide, insuffisamment détaillée ou incomplète. Votre aide est la bienvenue ! Comment faire ? |
| 22 - 25 avril 1877      | Honduras       | Générales (en)                            | | Cette section est vide, insuffisamment détaillée ou incomplète. Votre aide est la bienvenue ! Comment faire ? |
| 30 avril - 18 octobre   | Liechtenstein  | Générales (en)                            | | Cette section est vide, insuffisamment détaillée ou incomplète. Votre aide est la bienvenue ! Comment faire ? |
| mai                     | Liberia        | Générales (en)                            | | Cette section est vide, insuffisamment détaillée ou incomplète. Votre aide est la bienvenue ! Comment faire ? |
| 12 juin                 | Pays-Bas       | 2de Chambre (nl)                          | | Cette section est vide, insuffisamment détaillée ou incomplète. Votre aide est la bienvenue ! Comment faire ? |
| 11 juillet              | Pays-Bas       | 1re Chambre (nl)                          | | Cette section est vide, insuffisamment détaillée ou incomplète. Votre aide est la bienvenue ! Comment faire ? |
| 28 juillet              | Empire ottoman | Générales (en)                            | | Cette section est vide, insuffisamment détaillée ou incomplète. Votre aide est la bienvenue ! Comment faire ? |
| 14 - 28 octobre         | France         | Législatives                              | | Cette section est vide, insuffisamment détaillée ou incomplète. Votre aide est la bienvenue ! Comment faire ? |
| 21 octobre              | Suisse         | Référendums (en)                          | | Cette section est vide, insuffisamment détaillée ou incomplète. Votre aide est la bienvenue ! Comment faire ? |
| 1877                    | Argentine      | Sénatoriales (es)                         | | Cette section est vide, insuffisamment détaillée ou incomplète. Votre aide est la bienvenue ! Comment faire ? |

## Élections en subdivisions nationales en 1877
Cette section concerne les élections législatives dans un État fédéré, une subdivision territoriale ou une colonie d'un État souverain, ainsi que leurs principaux référendums.
| Date                        | Subdivision            | État               | Élection ou référendum | Contexte | Résultat |
| --------------------------- | ---------------------- | ------------------ | ---------------------- | -------- | --- |
| Juin 1876 - 26 février 1877 | Norvège                | Suède-Norvège      | Législatives (en)      |          | Cette section est vide, insuffisamment détaillée ou incomplète. Votre aide est la bienvenue ! Comment faire ? |
| 1877                        | Îles Féroé             | Danemark           | Générales (en)         |          | Cette section est vide, insuffisamment détaillée ou incomplète. Votre aide est la bienvenue ! Comment faire ? |
| Octobre                     | Saint-Barthélemy       | Suède              | Référendum             |          | Cette section est vide, insuffisamment détaillée ou incomplète. Votre aide est la bienvenue ! Comment faire ? |
| 14 octobre                  | Algérie                | France             | Législatives (en)      |          | Cette section est vide, insuffisamment détaillée ou incomplète. Votre aide est la bienvenue ! Comment faire ? |
| 24 octobre - 12 novembre    | Nouvelle-Galles du Sud | Empire britannique | Coloniales (en)        |          | Cette section est vide, insuffisamment détaillée ou incomplète. Votre aide est la bienvenue ! Comment faire ? |